# Paul Essola
Paul-Hervé Essola Tchamba (Douala, 13 dicembre 1981) è un ex calciatore camerunese con passaporto francese, di ruolo centrocampista.

## Carriera

### Club
Ha giocato per 8 anni nel Bastia, tra il 1998 e il 2006, salvo una piccola parentesi in prestito al Créteil-Lusitanos nel 2002.
Tra il 2006 e il 2010 ha giocato in Ucraina, militando nei club dello Stal' Alčevs'k, Arsenal Kiev (in due distinti periodi) e Dnipro.
Nel 2011 ha giocato in Cina con il Beijing Baxy.
Ha chiuso la carriera a Bastia, stavolta con i dilettanti dell'Étoile Filante.

### Nazionale
Ha giocato una sola partita con la nazionale del Camerun, quella contro il Sudan del 30 gennaio 2008, vinta 3 a 0 e valido per la Coppa delle nazioni africane 2008; entrà al minuto 76 al posto di Joël Epalle.

## Statistiche

### Cronologia presenze e reti in nazionale
| Cronologia completa delle presenze e delle reti in nazionale ― Cambogia | Cronologia completa delle presenze e delle reti in nazionale ― Cambogia | Cronologia completa delle presenze e delle reti in nazionale ― Cambogia | Cronologia completa delle presenze e delle reti in nazionale ― Cambogia | Cronologia completa delle presenze e delle reti in nazionale ― Cambogia | Cronologia completa delle presenze e delle reti in nazionale ― Cambogia | Cronologia completa delle presenze e delle reti in nazionale ― Cambogia | Cronologia completa delle presenze e delle reti in nazionale ― Cambogia |
| Data                                                                    | Città                                                                   | In casa                                                                 | Risultato                                                               | Ospiti                                                                  | Competizione                                                            | Reti                                                                    | Note                                                                    |
| ----------------------------------------------------------------------- | ----------------------------------------------------------------------- | ----------------------------------------------------------------------- | ----------------------------------------------------------------------- | ----------------------------------------------------------------------- | ----------------------------------------------------------------------- | ----------------------------------------------------------------------- | ----------------------------------------------------------------------- |
| 30-1-2008                                                               | Kumasi                                                                  | Camerun                                                                 | 3 – 0                                                                   | Sudan                                                                   | Coppa d'Africa 2000 - 1º turno                                          | -                                                                       | 76’                                                                     |
| Totale                                                                  |                                                                         | Presenze                                                                | 1                                                                       |                                                                         | Reti                                                                    | 0                                                                       |                                                                         |